# Kottmar (gmina)
Kottmar – gmina w Niemczech, w kraju związkowym Saksonia, w powiecie Görlitz. Powstała 1 stycznia 2013 z połączenia gminy Eibau z dwoma gminami wchodzącymi w skład wspólnoty administracyjnej Obercunnersdorf: Niedercunnersdorf oraz Obercunnersdorf.